# Santos Cabrera
Santos Dagoberto Cabrera Lazo (né le 1er novembre 1976 à Pasaquina au Salvador) est un joueur de football international salvadorien, qui évoluait au poste de milieu de terrain.

## Biographie

### Carrière en sélection
Avec l'équipe du Salvador, il joue 27 matchs (pour 2 buts inscrits) entre 1997 et 2004. 
Il figure dans le groupe des sélectionnés lors des Gold Cup de 2002 et de 2003, où son équipe atteint à chaque fois les quarts de finale.
Il joue également cinq matchs comptant pour les tours préliminaires de la coupe du monde, lors des éditions 2002 et 2006.

## Palmarès
Luis Ángel Firpo
- Championnat du Salvador (2) :
  - Champion : 1999 (Clôture) et 2000 (Clôture).